# تئوفلس
تئوفلس (به فرانسوی: Tœufles) یک کمون در فرانسه است که در Canton of Moyenneville واقع شده‌است.

## خصوصیات
تئوفلس ۸٫۸۸ کیلومترمربع مساحت و ۲۹۹ نفر جمعیت دارد و ۱۰۶ متر بالاتر از سطح دریا واقع شده‌است.